# Битва при Музайяхе
Битва при Музайяхе — сражение между силами Арабского халифата и Сасанидского государства, состоявшееся на территории современного Ирака в ноябре 633 года.

## Предыстория
Когда Халид ибн Валид после победы при Айн Тамре отправился в Аравию к городу Домат аль-Джандаль, то персы решили, что он увёл с собой большую часть своего войска, и захотели вернуть территории, захваченные мусульманами. Персидский командующий Бахман организовал новую армию, которая была частично составлена из остатков войск, уцелевших после поражения при Уллайсе, частично из солдат, находившихся ранее в других частях империи, а частично — из рекрутов. Так как такая армия не дотягивала по качеству даже до армий, уже разбитых мусульманами, то Бахман решил не вступать в битву до тех пор, пока к нему не присоединятся оставшиеся лояльными арабы-христиане.
Бахман разделил персидские силы на две армии и отправил их из Ктесифона в разные места, где они должны были ждать подхода арабов-союзников: армия, которой командовал Рузбех, отправилась в Хусаид, а армия, которой командовал Замахр, отправилась в Кханафис. Арабы-христиане собирались в две группы: одна под командованием Хузаиль бин Имрана концентрировалась у Музайяха, а другая — под командованием Рабия бин Буджаира — в расположенных недалеко друг от друга Санийи и Зумалие. Если бы четыре сасанидские армии соединились и ударили на Хиру, то ситуация стала бы опасной для мусульман. Именно такой была обстановка, когда Халид ибн Валид вернулся туда в конце сентября 633 года.
Ибн Валид решил разбить сасанидские армии поодиночке. Для этого он разделил мусульманский гарнизон Хиры на два отряда, одни из которых стал командовать Кака, а другим — Абу Лайла. Ибн Валид отправил оба отряда к Айн Тамру, где бы позднее смог соединиться с ними с войсками, освободившимися после битвы при Домат аль-Джандале.
Через несколько дней вся мусульманская армия сконцентрировалась у Айн Тамра, лишь небольшой гарнизон под командованием Айядх бин Гханама остался защищать Хиру. Теперь армия была реорганизована в три отряда по 5 тысяч человек каждый. Кака с отрядом отправился к Хусаиду, Абу Лайла — к Кханафису, обоим были даны задания уничтожить находящиеся там персидские армии; сам ибн Валид остался с третьим отрядом в Айн Тамре, прикрывая Хиру. Из-за того, что путь до Кханафиса был дольше, чем путь до Хусаида, Абу Лайла не смог ударить одновременно с другим отрядом.
Кака разбил персидскую армию под Хусаидом, её остатки отступили к Кханафису. Командир стоявшей у Кханафиса персидской армии, услышав о разгроме при Хусаиде, отступил в Музайях для соединения с войсками арабов-христиан.
Таким образом, перед мусульманами остались три цели: Музайях, Санийя и Зумаиль. Халид ибн Валид решил ударить на Музайях, посчитав, что остающиеся две цели можно будет без труда поразить впоследствии. Разведка сообщила ибн Валиду точное месторасположение лагеря персидских войск под Музайяхом, и он решил применить манёвр, редко встречающийся в военной истории: ночную атаку с трёх сторон одновременно.

## Сражение
В соответствии с приказами Халид ибн Валида, три мусульманских отряда выдвинулись из Хусаида, Кханафиса и Айн Тамра, и в указанную ночь в указанный час встретились в указанном месте недалеко от Музайяха. Зайдя с трёх сторон, они атаковали сасанидский лагерь. Проснувшись от воплей атакующих мусульман, персидские воины в панике метались из стороны в сторону, нигде не находя спасения. Несмотря на то, что мусульмане постарались полностью уничтожить захваченную врасплох сасанидскую армию, благодаря той же самой ночной мгле, что способствовала успеху внезапной атаки, многим персидским солдатам и их арабским союзникам удалось спастись.

## Итоги
Спасшиеся в битве персы и арабы-христиане присоединились к армии, стоявшей в Санийе. Мусульмане отправились туда же и разбили и это войско.